# Staňkovice (district de Litoměřice)
Pour les articles homonymes, voir Staňkovice.
Staňkovice (en allemand : Stankowitz) est une commune du district de Děčín, dans la région d'Ústí nad Labem, en République tchèque. Sa population s'élevait à 33 habitants en 2021.

## Géographie
Staňkovice se trouve à 7 km au nord-est de Litoměřice, à 12 km au sud-ouest d'Ústí nad Labem et à 61 km au nord-nord-ouest de Prague.
La commune est limitée par Malečov et Třebušín au nord, par Chudoslavice à l'est et au sud-est, et par Žitenice au sud et à l'ouest.

## Histoire
La première mention écrite du village date de 1255.

## Transports
Par la route, Staňkovice se trouve à 9 km de Litoměřice, à 18 km d'Ústí nad Labem  et à 77 km de Prague.